# Johan Coenraad Altorf

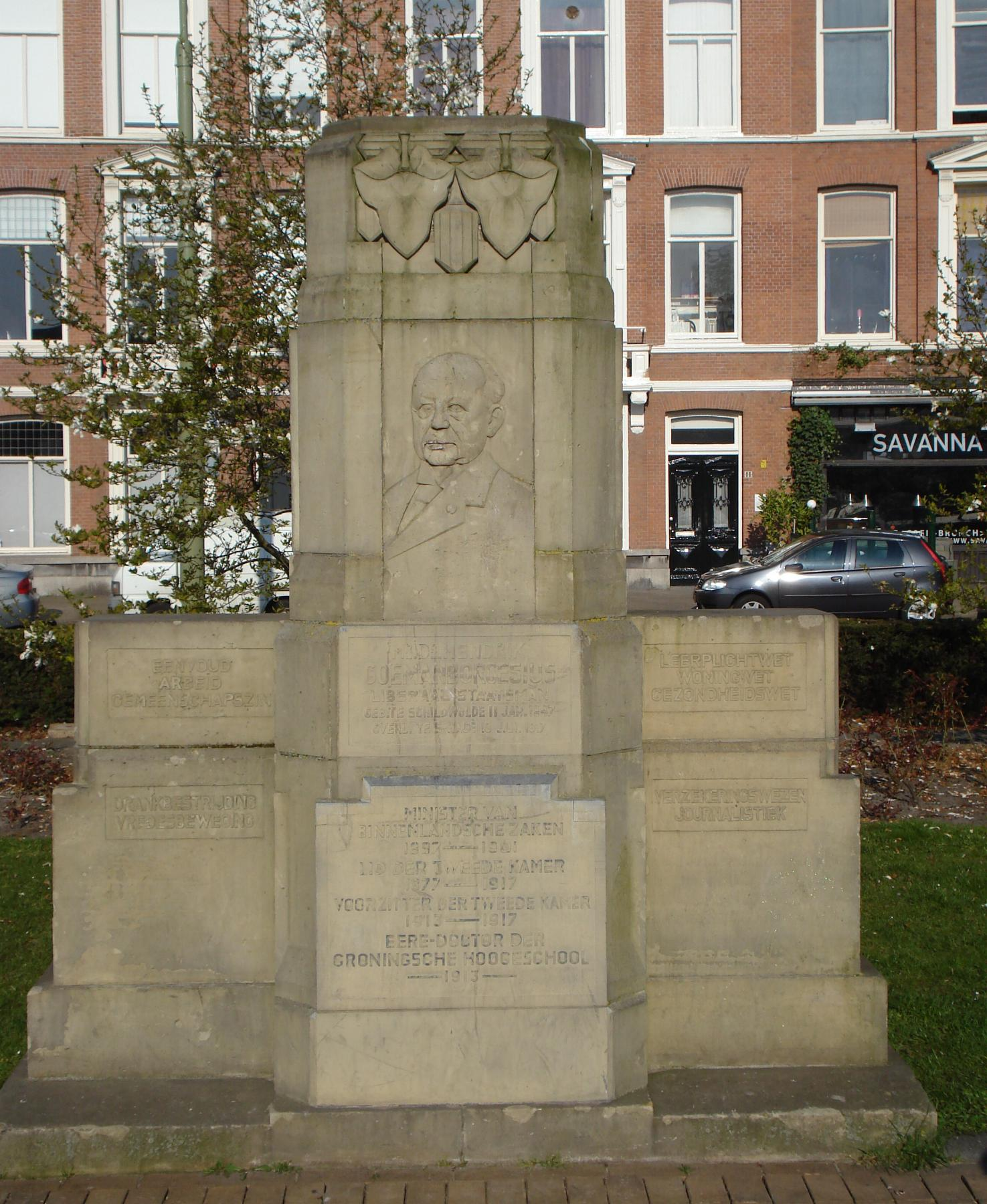
Monument in Den Haag van Hendrik Goeman Borgesius gemaakt door Altorf (1924)

Johan Coenraad (‘Jan’) Altorf (Den Haag, 6 januari 1876 - Den Haag, 11 december 1955) was een Nederlands kunstenaar.

## Levensloop
Hij werd geboren als de zoon van een timmerman. Zijn artisticiteit moet zijn opgevallen toen hij in de leer ging bij een stoelenmaker, die hem wellicht (dier-)ornamenten leerde snijden voor meubels. In de avonduren volgde hij lessen van A.W.M. Odé, August Alexander en Jean Victor Engels aan de Haagse Academie.
Na zijn academietijd werkte hij als beeldhouwer in steen, hout, ivoor, keramiek en brons. Samen met Johan Thorn Prikker werkte hij aan de decoratie van de villa De Zeemeeuw, die naar ontwerp van Henry Van de Velde in Scheveningen werd gebouwd. Door zijn kwaliteiten viel hij al gauw op als jong kunstenaar en H.P. Bremmer, de latere kunstmaecenas liet zijn oog op hem vallen. De vriendschap tussen hen beiden leverde voor Altorf een enorme stimulans en bekendheid op. Grote verzamelaars als Mevrouw Kröller-Müller en Rotterdamse ‘havenbaronnen’ kochten regelmatig werk van hem. Samen met keramisten zoals Chris Lanooy en Willem Coenraad Brouwer vervaardigde hij keramische objecten waarbij Altorf voor de vorm zorgde en de anderen voor de technische uitvoering.
Ook werkte hij samen met architecten zoals H.P. Berlage, Jo Limburg, J. Lourijssen en A.J. Kropholler.

## Stijl

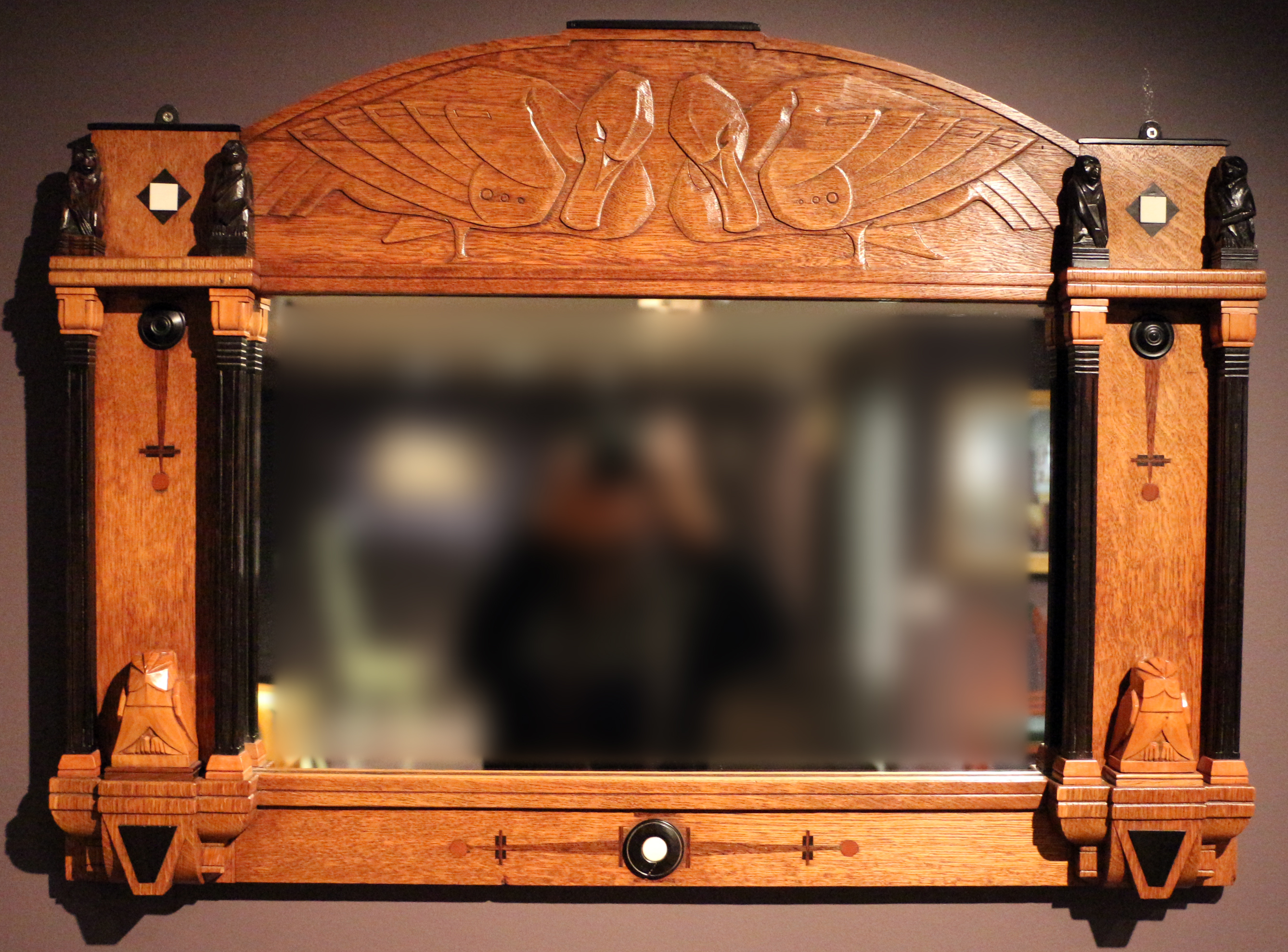
Mirror 1905-10 ca., Musée d'Orsay, Paris

Zijn visie op vorm is opmerkelijk: de onderwerpen worden geanalyseerd in onderdelen die in de opvatting van Altorf het meest kenmerkend zijn voor de uitbeelding van het gegeven. Door de onderdelen dusdanig te selecteren, ze te reduceren en weer samen te brengen bouwt hij voorstellingen die slechts het meest essentiële uitdrukken. Deze strakke vormgeving leent zich ook uitstekend voor decoratief werk in kunstnijverheid.
Ofschoon hij veelal gekend wordt als een beeldhouwer die zich concentreert op dierfiguren (vooral apen en vogels) heeft hij ook portretten en zelfs meubels vervaardigd.
Hoewel hij deelnam aan de Nederlandse inzendingen aan de internationale tentoonstellingen te Turijn (1902), Brussel (1910) en Parijs (1925), lag zijn hart meer bij een vaderlandse loopbaan.
Werken van zijn hand bevinden zich in vele Nederlandse openbare collecties, zoals het Rijksmuseum Amsterdam, het Kröller-Müller Museum, het Drents Museum, het Museum De Fundatie, het Gemeentemuseum Den Haag, het Museum Boijmans Van Beuningen en vele particuliere collecties waaronder de collectie Meentwijck in Bussum. Voor het Olympisch Stadion in Amsterdam van Jan Wils beitelde Altorf in 1928 Atleet en vrouwenfiguur.